# キ101 (航空機)
キ101は、大日本帝国陸軍が計画した夜間戦闘機。開発は中島飛行機が行った。実機は製作されていない。

## 概要
高度10,000 mで700 km/hを発揮できる双発夜間戦闘機という要求で、1943年（昭和18年）7月9日に陸軍から発せられた詩作指示を受け、同年夏から中島にて研究が開始された。試作機3機・増加試作機18機の製作と、試作初号機を1945年（昭和20年）3月に完成させることが予定されていたが、設計がなされたのみで太平洋戦争の終戦の日に至るまで未着手のままで終わった。
仕様は海軍が開発していた夜間戦闘機「電光」に近く、搭載するエンジンは中島製の「ハ219」または「ハ245」空冷星型18気筒（離昇2,000 hp）とされる他、三菱「ハ112II」空冷星型14気筒（離昇1,500 hp）だったとする説もある。

## 諸元（計画値）
出典：『日本航空学術史（1910－1945）』 417頁。
- エンジン ：中島 ハ219 空冷星型18気筒（離昇2,450 hp） × 2
- 最大速度：700 km/h以上（目標値）
- 常用高度：10,000 m（目標値）
- 武装[1][2]：
30 - 40mm機関砲 × 1 - 2
20mm機関砲 × 4（うち2門は連装式旋回砲）